# Anomocentris
Anomocentris là một chi bướm đêm thuộc họ Geometridae.

## Các loài
- Anomocentris capnoxutha Turner, 1939
- Anomocentris cosmadelpha (Lower, 1901)
- Anomocentris crystallota Meyrick, 1891
- Anomocentris trissodesma (Lower, 1897)